# Тома Никифоров
Тома Никифоров е белгийски джудист от български произход.

## Биография
Тома Никифоров е роден на 25 януари 1993 г. в Брюксел. Родителите му са българи, които се установяват в Белгия през 1991 г. Баща му, Николай Никифоров е бивш състезател по джудо, а майка му е завършила НСА.
Тома започва да се състезава от ранна възраст. През 2007 г. става шампион на Белгия за деца до 15 години и е приет в националния отбор на страната. През 2009 г. става вице световен шампион за младежи под 17 години, а през 2010 печели сребърен медал на Летните младежки олимпийски игри в Сингапур . След 2014 г. започва да се състезава при мъжете в категория до 100 кг и печели медали в различни турнири. През 2015 г. печели бронзови медали на европейското и на световното първенство по джудо. През 2016 г. е сребърен медалист на Европейското първенство по джудо, а през 2018 и 2021 г. е европейски шампион по джудо в категорията си.